# Чхая
Чхая (санскр. छाया, букв. «Тень» или «тень») — индуистское олицетворение и богиня тени, а также супруга Сурьи, бога Солнца. Она является теневым образом или отражением Саранью, первой жены Сурьи. Чхайя родилась из тени Саранью и заменила её в доме после того, как последняя временно ушла от своего мужа, тем самым Чхая отождествляется с Саварной. Чхая, богиня теней, обычно описывается как мать Шани, бога планеты Сатурн, а также Кармы и справедливости, богини Тапати, олицетворение реки Тапти, и Саварни, которому суждено стать следующим и восьмым Ману (прародителем человечества) - правителем следующей Манвантары.

## Ранние ведические и эпические легенды
Ригведа (ок. 1200–1000 гг. до н. Э.) содержит самое раннее повествованием о Чхае. После рождения близнецов у Вивасвата (Сурьи) его супруга Саранью - дочь Вишвакармна - бросает его и бежит в образе кобылы. Саранью помещает на своё место женщину по имени Саварна («такая же»): похожая на Саранью, но смертная, в отличие от более поздних Пуран, где Чхая - просто тень Саранью. У Саварны нет детей от Сурьи. В более позднем (ок. 500 г. до н.э.) дополнении к Ригведе Яски в его «Никуте» говорится, что Ману (прародитель человечества, которого в более поздних текстах Пуран называли Саварни Ману) родился у Саварны. В то время как в оригинальном тексте говорится, что боги заменили Саранью Саварной, в Никуте Якши говорится, что Саранью создала Саварну и заменила её. Брихад девата называет Саварну Садришей («двойником»), женщиной, похожей на Саранью. Садриша родила Ману от Сурьи, который стал царственным мудрецом. Ко времени Харивамсы (около V века н.э.), приложения к эпосу Махабхарата; Двойник Саранью превращается в её тень или отражение Чхая. В нём рассказывается что Саранья, родив троих детей Солнца, оставляет его и оставляет Чхайю, которую она создает иллюзией, чтобы заботиться о своих детях. Сурья ошибочно принимает Чхаю за Саранью и порождает от неё Ману. Поскольку Ману выглядел так же, как и его отец, его звали Саварни Ману. Когда Чхая стала за этим сыном и проигнорировала сына Саранью, Яма угрожает ей, поднимая ногу. Чхая накладывает проклятие на Яму, что его ноги отвалятся, но Сурья ослабил это проклятие, на то, что некоторые части ног Ямы упадут и будут поглощены земными червями. Обнаружив странности, Сурья угрожает Чхае, и она раскрывает историю своего создания; после чего Сурья находит Саранью и возвращает её. В тексте также говорится, что Шани был братом Саварни Ману, хотя его рождение точно не указано.